# Andy Moog
Andy Moog (* 18. února 1960, Penticton, Britská Kolumbie, Kanada) je bývalý kanadský hokejový gólman, který chytal za týmy Edmonton Oilers, Boston Bruins, Dallas Stars a kariéru ukončil v roce 1998 za tým Montreal Canadiens. Jeho statistika čítá 713 zápasů, z toho 372 výher včetně 28 shutoutů. Jeho nejúspěšnější sezóna byla 1992/1993, kdy v 55 zápasech za Boston Bruins vychytal 37 výher. S týmem Edmonton Oilers vyhrál 3 Stanley Cupy, když dělal dvojku Grantu Fuhrovi. Bylo to na začátku 80. let, kdy v týmu hrály takové legendy jako Wayne Gretzky, Mark Messier, Jari Kurri nebo Paul Cofey.

## Hráčská kariéra
V roce 2006 dělal konzultanta brankářů Kanadské hokejové reprezentace pro Zimní olympijské hry.
Zahrál si také 4krát v All Star Game, když chytal za tyto týmy: Oilers (1985 a 1986), Bruins (1991) a Stars (1997).

## Trofeje
- Stanley Cup – 1984/1985 a 1985.
- 1989–1990 NHL season William M. Jennings Trophy